# Voutenay-sur-Cure
Voutenay-sur-Cure este o comună în departamentul Yonne, Franța. În 2009 avea o populație de 218 de locuitori.

## Evoluția populației
| An        | 1975 | 1982 | 1990 | 1999 | 2006 | 2009 |
| --------- | ---- | ---- | ---- | ---- | ---- | ---- |
| Populație | 190  | 193  | 199  | 189  | 196  | 218  |